# Campionato europeo femminile under 19 di calcio 2018
Il Campionato europeo femminile under 19 di calcio 2018 è stata la 21ª edizione, comprese le prime quattro giocate da formazioni Under-18, del torneo che, organizzato con cadenza annuale dall'Union of European Football Associations (UEFA), è riservato alle rappresentative nazionali di calcio femminile giovanili dell'Europa le cui squadre sono formate da atlete al di sotto dei 19 anni d'età, in questa edizione dopo il 1º gennaio 1999.
La fase finale si è disputata in Svizzera, dal 18 al 30 luglio 2018, riproponendo la formula della precedente edizione che vedeva ammesse otto squadre, con la nazionale del paese organizzatore qualificata direttamente.
La Spagna ha vinto il campionato per il secondo anno consecutivo, battendo in finale la Germania per 1-0.

## Qualificazioni
La competizione viene disputata da 49 nazionali affiliate alla UEFA, con la nazionale svizzera qualificata automaticamente come paese ospitante e le altre 48 che si affrontano nella fase di qualificazione per la conquista dei sette posti rimanenti per la fase finale.
Le qualificazioni si sono svolte in due fasi, la fase di qualificazione, disputata nell'autunno 2017, e la successiva fase élite disputata nella primavera 2018.

## Squadre qualificate
La seguente tabella riporta le otto nazionali qualificate per la fase finale del torneo:
| Nazionale   | Metodo di qualificazione        | fasi finali disputate | Ultima qualificazione | Migliore risultato nel torneo     |
| ----------- | ------------------------------- | --------------------- | --------------------- | --------------------------------- |
| Svizzera    | Ospitante                       | 8                     | 2016                  | Semifinali (2009, 2011, 2016)     |
| Norvegia    | Vincitrice fase élite, gruppo 1 | 12                    | 2016                  | Secondo posto (2003, 2008, 2011)  |
| Germania    | Vincitrice fase élite, gruppo 2 | 15                    | 2017                  | Campione (2002, 2006, 2007, 2011) |
| Francia     | Vincitrice fase élite, gruppo 3 | 14                    | 2017                  | Campione (2003, 2010, 2013, 2016) |
| Spagna      | Vincitrice fase élite, gruppo 4 | 13                    | 2017                  | Campione (2004, 2017)             |
| Paesi Bassi | Vincitrice fase élite, gruppo 5 | 8                     | 2017                  | Campione (2014)                   |
| Danimarca   | Vincitrice fase élite, gruppo 6 | 7                     | 2015                  | Semifinali (2002, 2006 e 2012)    |
| Italia      | Vincitrice fase élite, gruppo 7 | 7                     | 2017                  | Campione (2008)                   |

## Stadi
| Yverdon-les-Bains | Biel/Bienne     | Yverdon-les-Bains Biel/Bienne Wohlen Zugo | Wohlen               | Zugo                 |
| ----------------- | --------------- | ----------------------------------------- | -------------------- | -------------------- |
| Stade Municipal   | Tissot Arena    | Yverdon-les-Bains Biel/Bienne Wohlen Zugo | Stadion Niedermatten | Stadio Herti Allmend |
| Capacità: 5 165   | Capacità: 5 200 | Yverdon-les-Bains Biel/Bienne Wohlen Zugo | Capacità: 3 616      | Capacità: 4 707      |
|                   |                 | Yverdon-les-Bains Biel/Bienne Wohlen Zugo |                      |                      |

## Fase a gironi
Si qualificano alla fase ad eliminazione diretta le prime due classificate di ciascuno dei due gruppi.
In caso di parità di punti tra due o più squadre di uno stesso gruppo, le posizioni in classifica verranno determinate prendendo in considerazione, nell'ordine, i seguenti criteri:
1. maggiore numero di punti negli scontri diretti tra le squadre interessate (classifica avulsa);
2. migliore differenza reti negli scontri diretti tra le squadre interessate (classifica avulsa);
3. maggiore numero di reti segnate negli scontri diretti tra le squadre interessate (classifica avulsa);
4. se, dopo aver applicato i criteri dall'1 al 3, ci sono squadre ancora in parità di punti, i criteri dall'1 al 3 si riapplicano alle sole squadre in questione. Se continua a persistere la parità, si procede con i criteri dal 5 al 9;
5. migliore differenza reti;
6. maggiore numero di reti segnate;
7. tiri di rigore se le due squadre sono a parità di punti al termine dell'ultima giornata;
8. classifica del fair play;
9. sorteggio.

### Gruppo A
| Pos. | Squadra  | Pt | G | V | N | P | GF | GS | DR |
| ---- | -------- | -- | - | - | - | - | -- | -- | -- |
| 1.   | Norvegia | 6  | 3 | 2 | 0 | 1 | 4  | 3  | +1 |
| 2.   | Spagna   | 6  | 3 | 2 | 0 | 1 | 4  | 3  | +1 |
| 3.   | Svizzera | 4  | 3 | 1 | 1 | 1 | 5  | 5  | 0  |
| 4.   | Francia  | 1  | 3 | 0 | 1 | 2 | 3  | 5  | -2 |

| Arbitro: | Cheryl Foster |

|  |           |                         |
|  | Marcatori | 31’, 37’ (rig.) Norheim |

| Arbitro: | Ivana Martinčić |

|                       |           |                               |
| Wyser 70’ Lehmann 80’ | Marcatori | 15’ (rig.) Boussaha 67’ Palis |

| Arbitro: | Tess Olofsson |

|          |           |  |
| Haug 43’ | Marcatori |  |

| Arbitro: | Eleni Antoniou |

|  |           |                               |
|  | Marcatori | 29’ Carmona 60’ Marquez Baena |

| Arbitro: | Rebecca Welch |

|               |           |                              |
| Lillegård 79’ | Marcatori | 7’, 49’ Reuteler 90’ Lehmann |

| Arbitro: | Meliz Özçiğdem |

|          |           |                         |
| Roux 80’ | Marcatori | 68’ Beivide 83’ Carmona |

### Gruppo B
| Pos. | Squadra     | Pt | G | V | N | P | GF | GS | DR |
| ---- | ----------- | -- | - | - | - | - | -- | -- | -- |
| 1.   | Danimarca   | 6  | 3 | 2 | 0 | 1 | 4  | 2  | +2 |
| 2.   | Germania    | 6  | 3 | 2 | 0 | 1 | 3  | 1  | +2 |
| 3.   | Paesi Bassi | 6  | 3 | 2 | 0 | 1 | 5  | 4  | +1 |
| 4.   | Italia      | 0  | 3 | 0 | 0 | 3 | 1  | 6  | -5 |

| Arbitro: | Melis Özçiğdem |

|                |           |  |
| Krumbiegel 54’ | Marcatori |  |

| Arbitro: | Tess Olofsson |

|                                        |           |            |
| Wilms 12’, 17’ (rig.) Van Der Meer 30’ | Marcatori | 56’ Caruso |

| Arbitro: | Rebecca Welch |

|               |           |  |
| Holmgaard 73’ | Marcatori |  |

| Arbitro: | Ivana Martinčić |

|               |           |  |
| Doejaaren 72’ | Marcatori |  |

| Arbitro: | Cheryl Foster |

|                             |           |                |
| Heshemi 8’, 20’ Thomsen 51’ | Marcatori | 16’ Van Dooren |

| Arbitro: | Eleni Antoniou |

|  |           |                           |
|  | Marcatori | 36’ Anyomi 85’ Krumbiegel |

## Fase a eliminazione diretta

### Tabellone
|  | Semifinali | Semifinali | Semifinali |        |    | Finale   | Finale | Finale |  |
|  |            |            |            |        |    |          |        |        |  |
|  | A1         | Norvegia   | 0          |        |    |          |        |        |  |
|  | A1         | Norvegia   | 0          |        |    |          |        |        |  |
|  | B2         | Germania   | 2          |        |    |          |        |        |  |
|  | B2         | Germania   | 2          |        | B2 | Germania | 0      |        |  |
|  |            |            |            |        | B2 | Germania | 0      |        |  |
|  |            |            | A2         | Spagna | 1  |          |        |        |  |
|  | B1         | Danimarca  | A2         | Spagna | 1  | 0        |        |        |  |
|  | B1         | Danimarca  |            |        |    |          |        |        |  |
|  | A2         | Spagna     | 1          |        |    |          |        |        |  |

### Semifinali
| Arbitro: | Eleni Antoniou |

|  |           |                        |
|  | Marcatori | 45’ Kössler 47’ Stolze |

| Arbitro: | Rebecca Welch |

|  |           |               |
|  | Marcatori | 68’ Abelleira |

### Finale
| Arbitro: | Ivana Martinčić |

|  |           |              |
|  | Marcatori | 80’ Llompart |

## Statistiche

### Classifica marcatrici
Fonte: sito UEFA.com..
2 reti
- Dajan Hashemi
- Paulina Krumbiegel
- Lynn Wilms
- Andrea Norheim
- Olga Carmona
- Alisha Lehmann
- Géraldine Reuteler

1 rete
- Sara Holmgaard
- Janni Thomsen
- Lina Boussaha
- Ella Palis
- Jessy Roux
- Nicole Anyomi
- Melissa Kössler
- Anna-Lena Stolze
- Arianna Caruso
- Rebecca Doejaaren
- Nance van der Meer
- Kayleigh van Dooren
- Sophie Haug
- Runa Lillegård
- Teresa Abelleira
- Athenea del Castillo
- María Llompart
- Rosa Márquez
- Chantal Wyser